# Florian Bodog
Florian Bodog, né le 6 septembre 1971 à Oradea, est un homme politique roumain membre du Parti social-démocrate (PSD). Il est ministre de la Santé de janvier 2017 au 29 janvier 2018.